# Cercartetus
Cercartetus là một chi động vật có vú trong họ Burramyidae, bộ Hai răng cửa. Chi này được Gloger miêu tả năm 1841. Loài điển hình của chi này là Phalangista nana Desmarest, 1818.

## Các loài
Chi này gồm các loài:
- Cercartetus caudatus (Milne-Edwards, 1877)
- Cercartetus concinnus (Gould, 1845)
- Cercartetus lepidus (Thomas, 1888)
- Cercartetus nanus (Desmarest, 1818)